# The Royals (série télévisée)
Cet article concerne la série télévisée. Pour le groupe de musique, voir The Royals (groupe).
Ne doit pas être confondu avec The Royal.
The Royals, ou La Famille royale au Québec, est une série télévisée américaine en quarante épisodes de 43 minutes créée par Mark Schwahn d'après le roman Falling for Hamlet de Michelle Ray, diffusée entre le 15 mars 2015 et le 13 mai 2018 sur E! et en simultané sur E! Canada au Canada.
Au Québec, la série est diffusée depuis le 1er septembre 2015 sur VRAK et en France et en Belgique, depuis le 15 septembre 2016 sur Elle Girl. Elle reste inédite dans les autres pays francophones.

## Synopsis
La série raconte la vie d'une version fictive de la famille royale britannique. Au cœur de l'intrigue, le prince Liam et la princesse Eleanor, des jumeaux qui profitent des avantages de leur statut jusqu'au jour où leur grand frère, le prince Robert, meurt dans un accident d'avion. Liam devient alors le prochain héritier au trône. Au fur et à mesure, il commence à prendre conscience de ses responsabilités tout en tombant amoureux d'Ophelia Pryce, la fille du responsable de la sécurité de la famille royale. Parallèlement, la reine Helena, une femme manipulatrice et prête à tout pour véhiculer une image publique acceptable, s'allie avec le frère du roi, le prince Cyrus, pour trouver un moyen de prendre le contrôle du trône même si cela implique de devoir trahir son mari, le roi Simon.

## Distribution

### Acteurs principaux
- Elizabeth Hurley (VF : Micky Sebastian) : la reine (saison 1 à 4.9) puis reine douairière (saison 4.10) Helena Henstridge
- William Moseley (VF : Gauthier Battoue) : le prince Liam Henstridge
- Alexandra Park (VF : Alice Taurand) : la princesse Eleanor Matilda Henstridge
- Jake Maskall (VF : Bernard Gabay) : le prince (saison 1.09 et depuis 3.10) puis roi (1.10 et 3.09) Cyrus Henstridge
- Tom Austen (VF : Damien Boisseau) : Jasper Frost
- Genevieve Gaunt (VF : Ludivine Maffren) : Wilhelmina « Willow » Henstridge (née Moreno) (principale depuis saison 3, récurrente saison 2) amie de Liam, community manager de la famille royale (saison 3 à 4.09) puis reine et femme de Robert (4.10)
- Max Brown (VF : Alexis Tomassian) : le prince (de 3.01 à 3.09) puis roi (depuis 3.10), Robert Henstridge (principal depuis saison 3)

Anciens acteurs principaux
- Vincent Regan (VF : Éric Herson-Macarel) : le roi Simon Henstridge (saison 1, récurrent saison 2, invité saison 3 et 4)
- Merritt Patterson (VF : Alexia Papineschi) : Ophelia Pryce (saison 1, invitée saison 2)
- Oliver Milburn (VF : Guillaume Lebon) : Ted Pryce (saisons 1 et 2)

### Acteurs récurrents
Introduits dans la saison 1
- Victoria Ekanoye (VF : Anne Tilloy) : Rachel (depuis saison 1)
- Lydia Rose Bewley (en) (VF : Léovanie Raud) : la princesse Penelope Henstridge (saisons 1 et 2)
- Hatty Preston (saison 1) et Jerry-Jane Pears (en) (saison 2) (VF : Aurore Bonjour) : la princesse Maribel Henstridge (saisons 1 et 2)
- Poppy Corby-Tuech : Prudence (saisons 1 et 2)
- Andrew Bicknell (arz) : Lucius (saisons 1 et 2)
- Manpreet Bachu (VF : Jérémy Prévost) : Ashok (saisons 1 et 2)
- Scott Maslen (en) : James Holloway (saisons 1 et 2)
- Simon Thomas (VF : Eilias Changuel) : Nigel Moorefield (saisons 1 et 2)
- Joan Collins (VF : Michèle Bardollet) : la Grande Duchesse Alexandra d'Oxford (invitée spéciale saison 1, récurrente saison 2, invité saison 4)
- Andrew Cooper (VF : Fabrice Fara) : Twysden « Beck » Beckwith II (invité saisons 1 et 3, récurrent saison 2)
- Leanne Joyce (VF : Jessica Monceau) : Imogen (invitée saison 1, récurrente saison 2)
- Noah Huntley (VF : Antoine Nouel) : capitaine Alistair Lacey (saison 1, invité saison 2)
- Tom Ainsley (VF : Taric Mehani) : Nick Roane (saison 1, invité saison 2)
- Sophie Colquhoun (VF : Marie Tirmont) : Gemma Kensington (saison 1)
- Ukweli Roach (VF : Namakan Koné) : Marcus Jeffrys (saison 1)

Introduits dans la saison 2
- Rocky Marshall (en) : James Hill (depuis saison 2)
- Ben Cura : Holden Avery (saison 2)
- Alex Felton (VF : Benjamin Gasquet) : Ivan Avery (saison 2)
- Sarah Dumont (VF : Ingrid Donnadieu) : Samantha Cook / Mandy (saison 2)
- Keeley Hazell (VF : Sandra Valentin) : Violet (saison 2)
- Marlon Blue : Cale (saison 2)
- Laila Rouass (VF : Marjorie Frantz) : La première ministre Rani (saison 2)
- Stephanie Vogt (VF : Stéphanie Lafforgue) : Daphne Pryce (saison 2)

Introduits dans la saison 3
- Jules Knight (en) (VF : Alexandre Gillet) : Spencer Hoenigsberg
- Christina Wolfe (VF : Alexandra Garijo) : Kathryn Davis
- Miley Locke (VF : Kaycie Chase) : Sara Alice Hill
- Tom Forbes : Charles Madden
- Aoife McMahon : Veruca Popperwell
- Toby Sandeman : le Prince Sebastian Idrisi
- Margo Stilley : Harper

 Source et légende : version française (VF) sur RS Doublage et DSD Doublage

## Développement

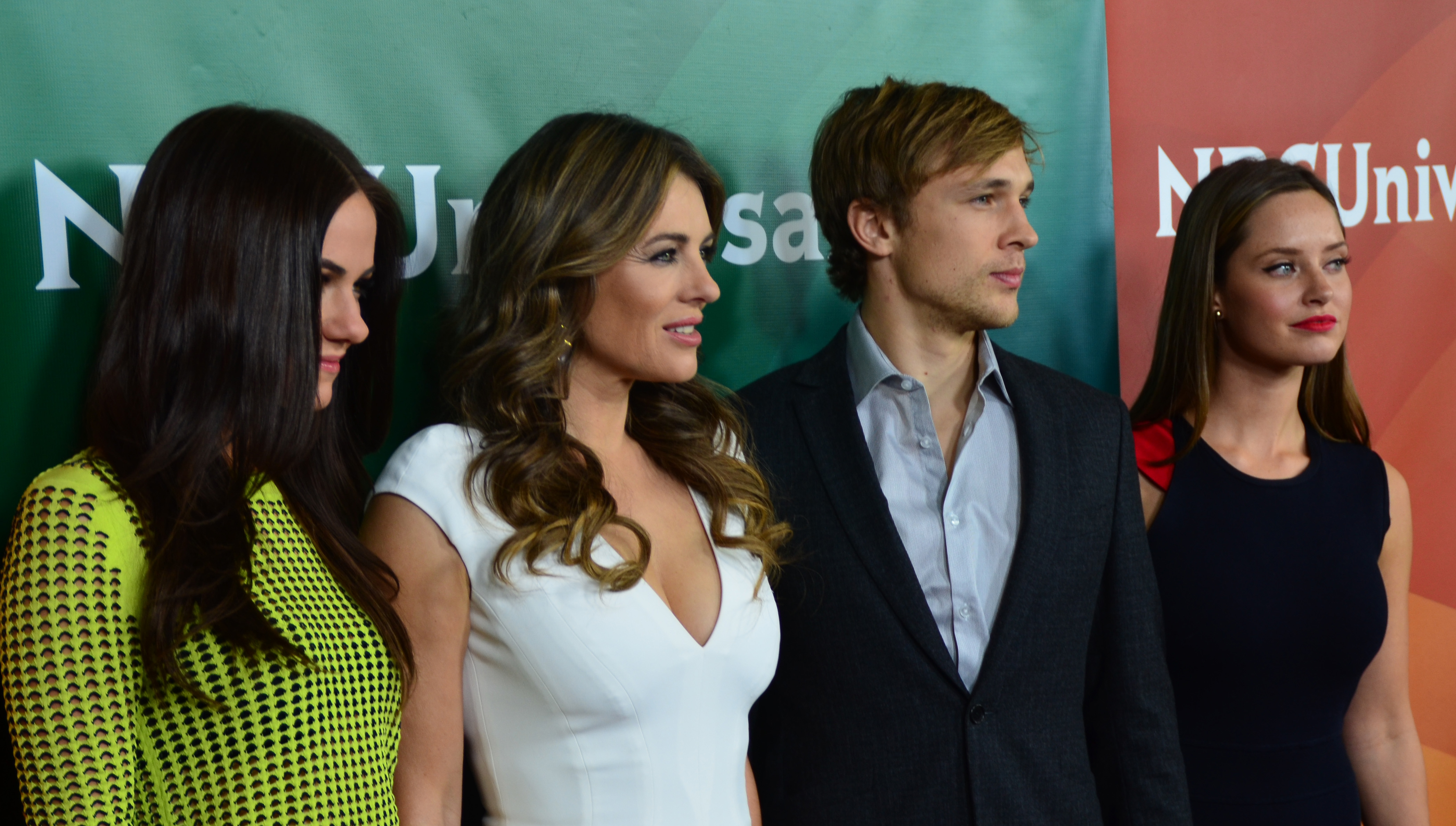
Alexandra Park, Elizabeth Hurley, William Moseley et Merritt Patterson à la NBC Universal TV show announcements en janvier 2015.

### Production
En avril 2013, E! annonce avoir plusieurs projets de séries écrites d'avance dont The Royals, une série sur la vie d'une version fictive de la famille royale britannique développée par Mark Schwahn le créateur de la série Les Frères Scott. Deux mois après l'annonce, la chaîne commande un pilote pour la série qui devient le premier pilote pour une série écrite à l'avance de la chaîne normalement habituée à produire et diffuser des émissions de télé-réalité.
En mars 2014, E! annonce avoir commandé une première saison de dix épisodes. La série devient donc la première série scriptée de l'histoire de la chaîne.
Le 15 janvier 2015, la chaîne renouvelle la série pour une deuxième saison avant même le début de la diffusion de la première.
Le 5 janvier 2016, la série est renouvelée pour une troisième saison.
Le 16 février 2017, la série est renouvelée pour une quatrième saison.
Le 16 août 2018, la chaîne annule la série suite à des allégations de harcèlement sexuel, le créateur et showrunner Mark Schwahn a été renvoyé de la série en 2017, peu après la fin du tournage de la saison 4 , et Lionsgate Television entre en discussion avec d'autres chaînes pour vendre la série, comme la chaîne Pop. Elle est officiellement annulée le mois suivant.

### Distribution des rôles
En septembre 2013, les actrices Elizabeth Hurley, Alexandra Park et Haley Lu Richardson, ainsi que l'acteur William Moseley sont annoncés à la distribution principale.
En juin 2014, l'actrice Merritt Patterson rejoint la distribution principale pour remplacer Haley Lu Richardson dans le rôle d'Ophelia.
En août 2014, l'actrice Joan Collins est annoncée à la distribution en tant qu'invitée pour interpréter la mère de la reine Helena, la Grande Duchesse Alexandra d'Oxford.
En mars 2016, Genevieve Gaunt a été promue à la distribution principale. Puis en juin 2016, Max Brown rejoint la série pour interpréter le prince Robert, suivi de Jules Knight dans le rôle de Spencer Hoenigsberg. Puis en juillet 2016, il est révélé que Damian Hurley (en), le fils d'Elizabeth, sera invité.

### Tournage

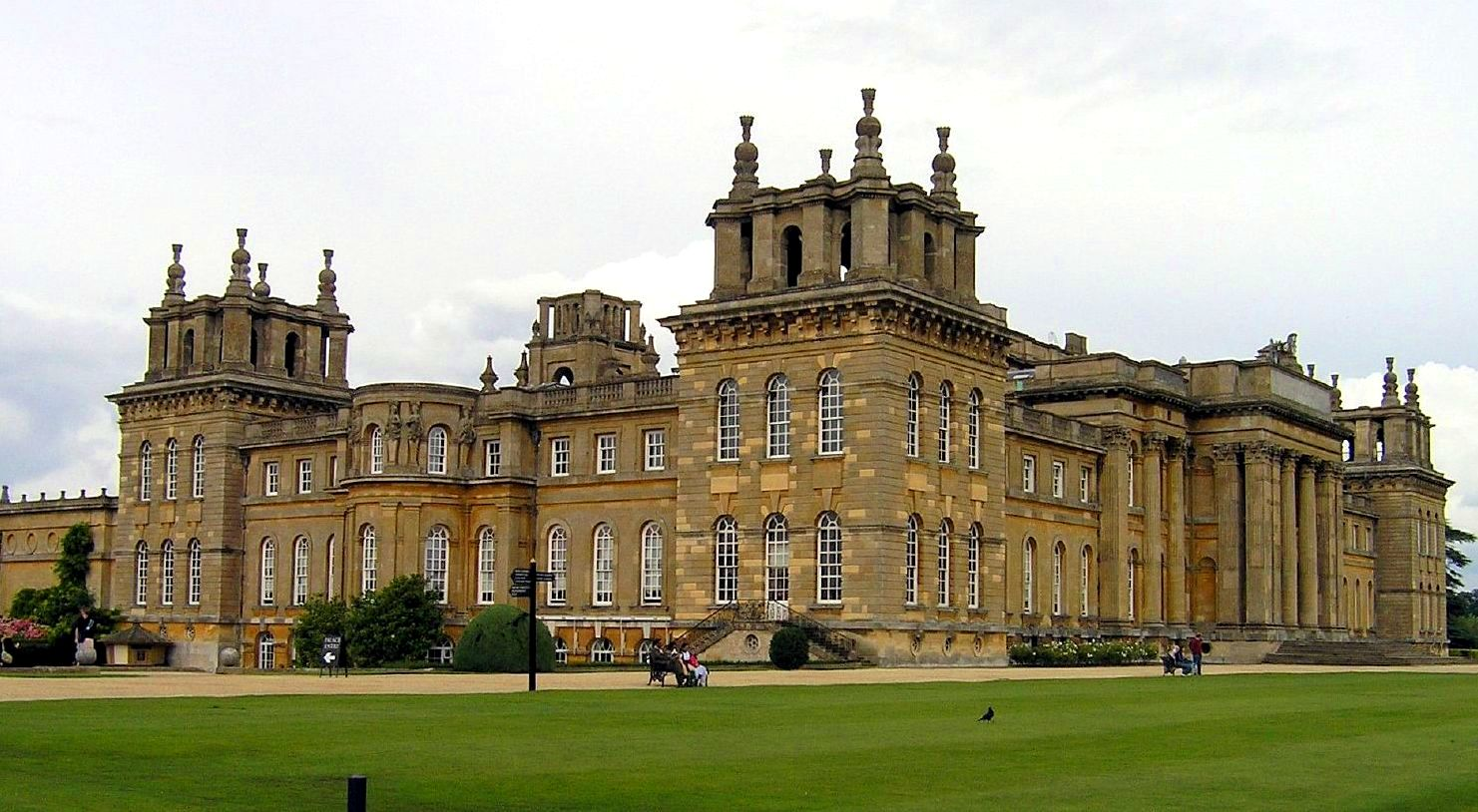
Le palais de Blenheim, l'un des décors de la série.

Le tournage de la première saison de la série a commencé à Londres en juin 2014.
Le palais de la série est le palais de Blenheim.
Le tournage de la saison 2 a commencé au printemps 2015, toujours à Londres.
Le tournage de la saison 3 a commencé à l'été 2016, toujours à Londres.

### Diffusion internationale
- En version originale :
  -  États-Unis : depuis le 15 mars 2015 sur E!
  -  Canada : depuis le 15 mars 2015 sur E! Canada
  -  Royaume-Uni : depuis le 25 mars 2015 sur E! UK
- En version française :
  -  Québec : depuis le 1er septembre 2015 sur Vrak.
  -  France et  Belgique : depuis le 15 septembre 2016 sur Elle Girl

## Épisodes

### Première saison (2015)
Elle a été diffusée entre le 15 mars et le 17 mai 2015.
1. Faites-vous reconnaître vous-même (Stand and Unfold Yourself)
2. Les Enfants du printemps (Infants of the Spring)
3. Nous sommes des effigies, ou de simples bêtes (We Are Pictures, or Mere Beasts)
4. Suave mais sans durée (Sweet, Not Lasting)
5. Dévoile sa beauté à la lune (Unmask Her Beauty to the Moon)
6. L'Inconstance et les outrages de la fortune (The Slings and Arrows of Outrageous Fortune)
7. La Sagesse d'un roi (Your Sovereignty of Reason)
8. Le Grand Homme à terre (The Great Man Down)
9. Il y avait dans mon cœur une sorte de combat (In My Heart There Was a Kind of Fighting)
10. Nos volontés et nos destins vont tellement en sens contraire (Our Wills and Fates Do So Contrary Run)

### Deuxième saison (2015-2016)
Elle a été diffusée entre le 15 novembre 2015 et le 17 janvier 2016 sur E!.
1. Ça ne peut pas aller en s'améliorant (It Is Not, nor It Cannot Come to Good)
2. Couronne, et tendance (Welcome Is Fashion and Ceremony)
3. Le Grain de sable (Is Not This Something More Than Fantasy?)
4. Eh bien ? Cet être a-t-il reparu cette nuit ? (What, Has This Thing Appear'd Again Tonight?)
5. Le Fantôme qui me hante (The Spirit That I Have Seen)
6. Quand la vérité se tait (Doubt Truth to Be a Liar)
7. Une journée avec ma mère (Taint Not Thy Mind, nor Let Thy Soul Contrive Against Thy Mother)
8. Souviens-toi de tous mes péchés (Be All My Sins Remembered)
9. Intimidation (And Then It Started Like a Guilty Thing)
10. Le Serpent dont la morsure tua ton père (The Serpent That Did Sting Thy Father's Life)

### Troisième saison (2016-2017)
Elle a été diffusée entre le 4 décembre 2016 et le 19 février 2017 sur E!.
1. Ensemble en souvenir du passé (Together With Remembrance of Ourselves)
2. Vanité, ennemi de la sagesse (Passing Through Nature to Eternity)
3. Amour, gloire et royauté (Aye, There's the Rub)
4. Le retour de feu notre frère (Our (Late) Dear Brother's Death)
5. Né pour rattraper le coup (Born to Set it Right)
6. Noël au palais (More Than Kin, and Less Than Kind)
7. Coup pour coup (The Counterfeit Presentment of Two Brothers)
8. Une journée entre tigres (In the Same Figure, Like the King That's Dead)
9. L'Heure du sacre (O, Farewell, Honest Soldier)
10. Longue vie au roi Robert (To Show My Duty In Your Coronation)

### Quatrième saison (2018)
Elle a été diffusée entre le 11 mars et le 13 mai 2018 sur E!.
1. Le Pouvoir des mots (How Prodigal the Soul)
2. La vérité nous rendra libre (Confess Yourself to Heaven)
3. Dans les pas d'une ombre royale (Seek for Thy Noble Father in the Dust)
4. Une nuit aussi noire que ses desseins (Black as His Purpose Did the Night Resemble)
5. Ces sourires qui cachent une dague (There's Daggers in Men's Smile)
6. Festin Royal (My News Shall Be the Fruit to That Great Feast)
7. Pardonne-moi mes qualités (Forgive Me This My Virtue)
8. Une nuit ordinaire au palais (In the Dead Vast and Middle of the Night)
9. Les trahisons ruisselleront (Foul Deeds Will Rise)
10. Qu’il parle maintenant ou se taise à jamais (With Mirth in Funeral and with Dirge in Marriage)

## Sorties DVD
| Intitulé du coffret        | Nombre d'épisodes | Dates de sortie     | Dates de sortie      | Dates de sortie | Nombre de disques | Société de distribution |
| Intitulé du coffret        | Nombre d'épisodes | États-Unis (Zone 1) | Royaume-Uni (Zone 2) | France (Zone 2) | Nombre de disques | Société de distribution |
| -------------------------- | ----------------- | ------------------- | -------------------- | --------------- | ----------------- | ----------------------- |
| L'intégrale de la saison 1 | 10                | 18 août 2015        | 6 juillet 2015       | TBA             | 3                 | Lionsgate               |
| L'intégrale de la saison 2 | 10                | 22 mars 2016        | 18 avril 2016        | TBA             | 3                 | Lionsgate               |
| L'intégrale de la saison 3 | 10                | TBA                 | TBA                  | TBA             | TBA               | Lionsgate               |